# Hochofenwerk Lübeck

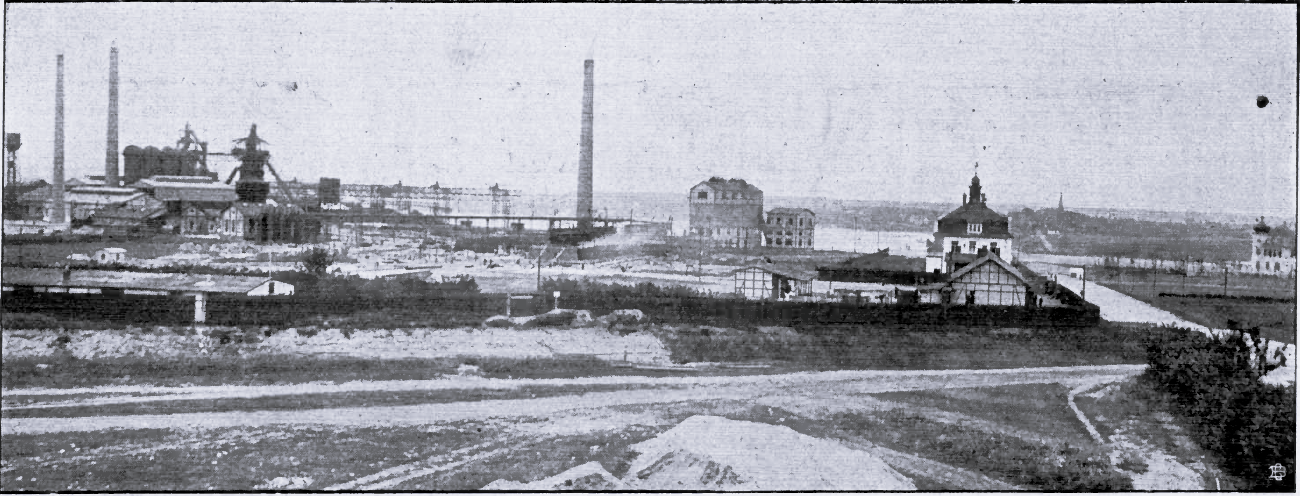
Blick von der Arbeiterkolonie auf das Hochofenwerk

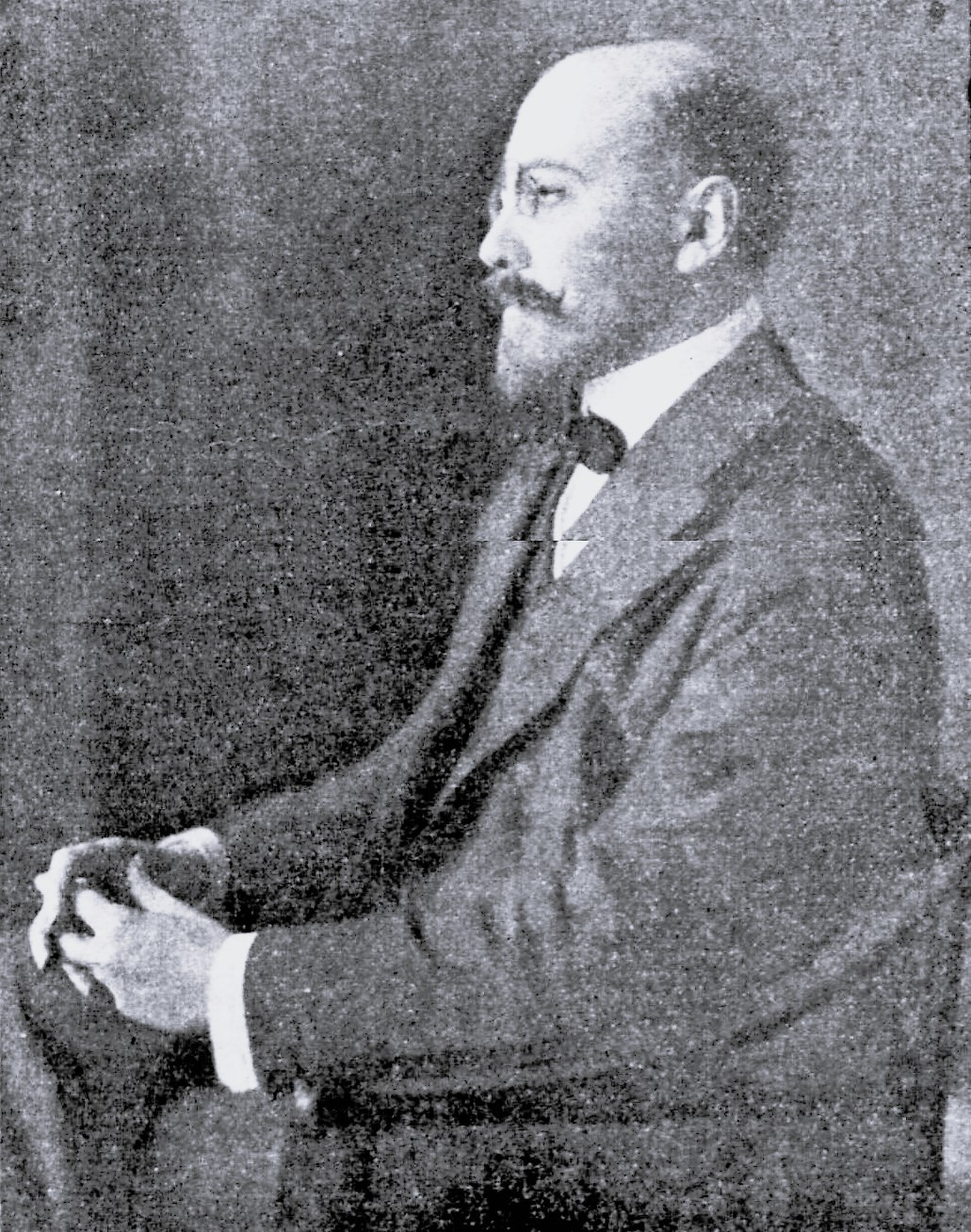
Direktor Moritz Neumark

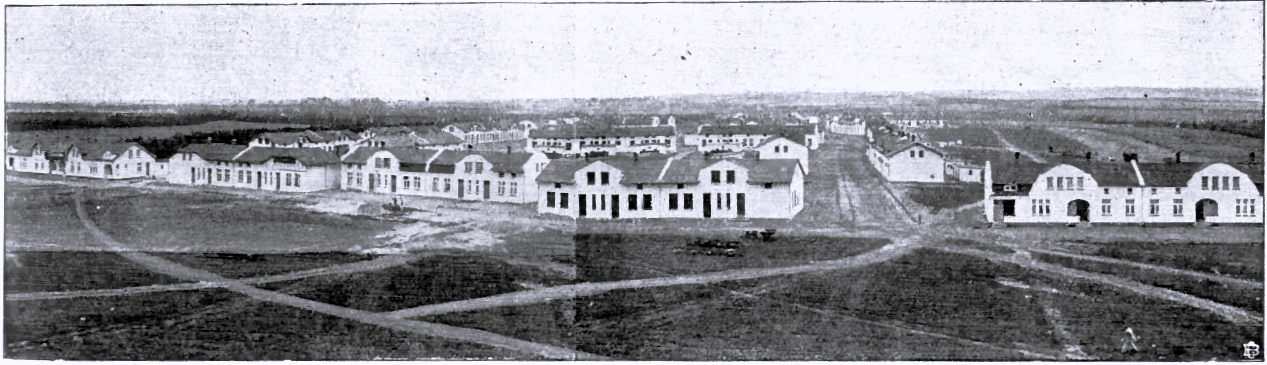
Blick auf die noch im Ausbau befindliche Arbeiterkolonie

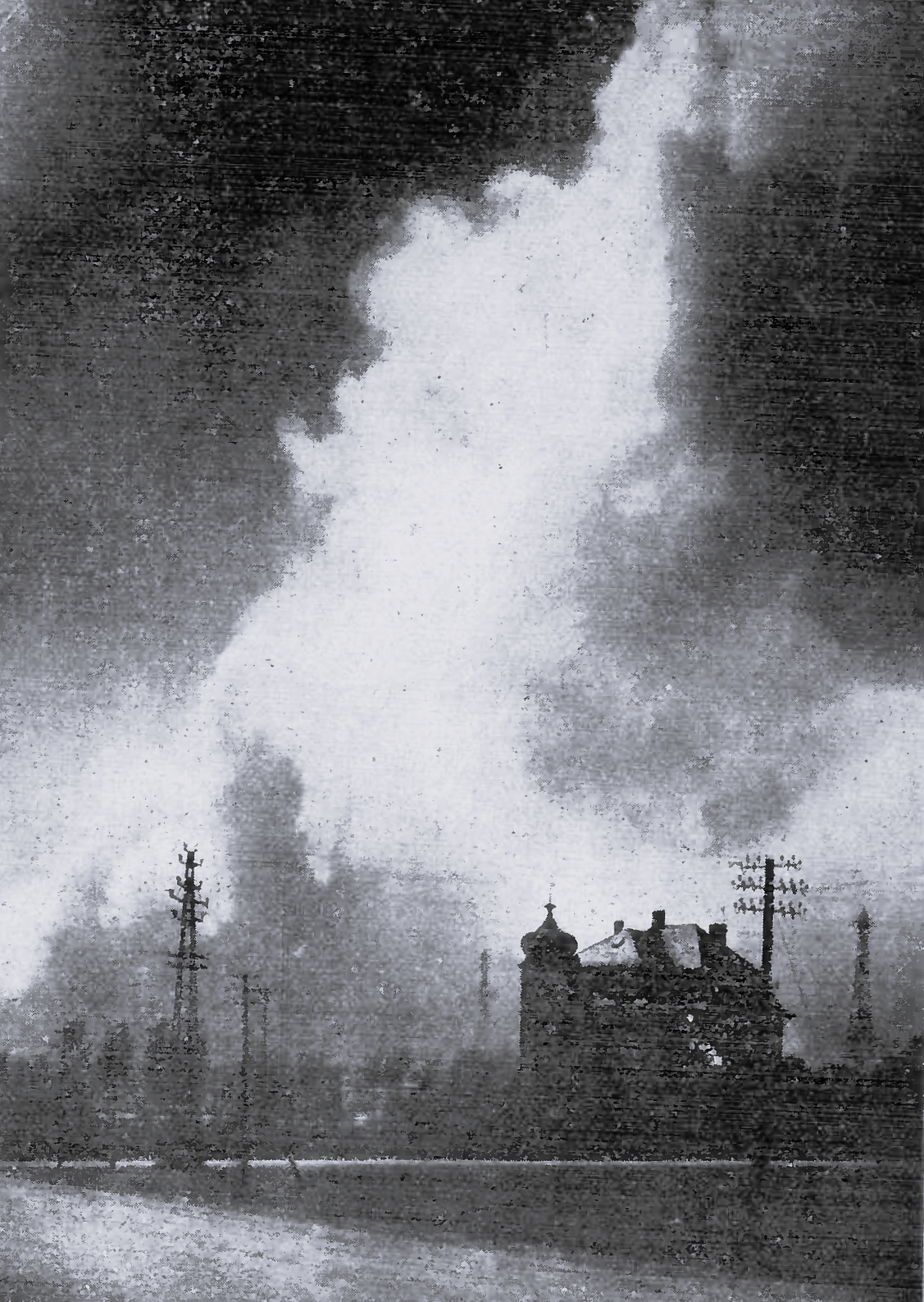
Villa von Herrenwyk aus gesehen während des Waldbrandes in der Palinger Heide am 9. Juni 1915.

Die Hochofenwerk Lübeck AG, ab 1954 Metallhüttenwerke Lübeck AG, war ein 1905 nach dem Vorbild der 1895 in Stolzenhagen-Kratzwiek in Betrieb gesetzten Hütte „Kraft“  bei Stettin gegründetes Hüttenwerk im Ortsteil Herrenwyk des 1913 in die Hansestadt Lübeck (Schleswig-Holstein) eingemeindeten Stadtteils Kücknitz. Der Transportvorteil des Seehafens Lübeck sollte genutzt werden. Die Grundlagen dafür hatte der Bauingenieur Peter Rehder geschaffen.
Nach 1937 gehörte das Unternehmen zum Konzern von Friedrich Flick. Ab 1954 hieß es Metallhüttenwerke Lübeck AG. 1958 wurde es in eine GmbH umgewandelt. 1975 wurde es von der US Steel Corporation gekauft. 1981 ging das Unternehmen in Konkurs. Das Unternehmen mit der einst höchsten Beschäftigtenzahl in Lübeck bestimmte das Leben von Generationen von Menschen der Stadt. Ende der 1950er Jahre hatte das Werk mit knapp 3.000 Beschäftigten seinen Höchststand erreicht.

## Geschichte

### Gründung
Auf Veranlassung des Vereinsvorstandes des Industrie-Vereins bildete man eine aus Ewers , Meyer, Syndikus Siewert und Heinrich Thiel bestehende Kommission zur „Errichtung einer Hochofenanlage bei Lübeck“. Sie beauftragte Fritz Lürmann (1865–1914), einen Fachmann auf jenem Gebiet, mit der Ausarbeitung eines Gutachtens zur Prüfung des Projektes. Als dieser einen Kostenvoranschlag in Höhe von 4000 Mark stellte, beteiligte sich Emil Possehl an diesen aus eigener Tasche. sind Dieses kam zu dem Schluss, dass es ein „aussichtsreiches Unternehmen“ sei.
Das Unternehmen wurde auf Betreiben des Lübecker Industrievereins gegründet. Er setzte 1902 eine Kommission ein, die die Rentabilität eines Hüttenwerks in Lübeck untersuchen sollte. Im Auftrag des Industrievereins errechnete Fritz Lürmann, ein Fachmann für Metallhüttenbau, bei Anlagekosten in Höhe von 4,5 Millionen Mark eine Dividende von 8,76 Prozent ohne eigene Koksproduktion und von 13,66 Prozent bei eigener Koksproduktion.
Am 18. Oktober 1905 wurde die Aktiengesellschaft gegründet. Sie hatte ein Grundkapital von vier Millionen Mark, an dem sich die Stadt Lübeck nach einem Senatsbeschluss vom 20. September 1905 mit 1,3 Millionen Mark beteiligte. Die Kaufmannschaft der Stadt übernahm einen Anteil in Höhe von 100.000 Mark. Dem Vorstand gehörten der Kaufmann Carl Schlömer, der 1906 wieder ausschied, und Moritz Neumark an. Neumark war von 1906 bis 1934 alleiniger Vorstand und Generaldirektor. Am 30. Juli 1906 genehmigte die Bürgerschaft den Verkauf der benötigten Flächen in Herrenwyk an die Hochofenwerk Lübeck AG.
Das Werk war zum Zeitpunkt der Gründung das einzige Hochofenwerk nördlich des Kohlereviers nördlichstem Standpunkt in Hörde (heute ein Stadtteil von Dortmund).

### 1906 bis 1913

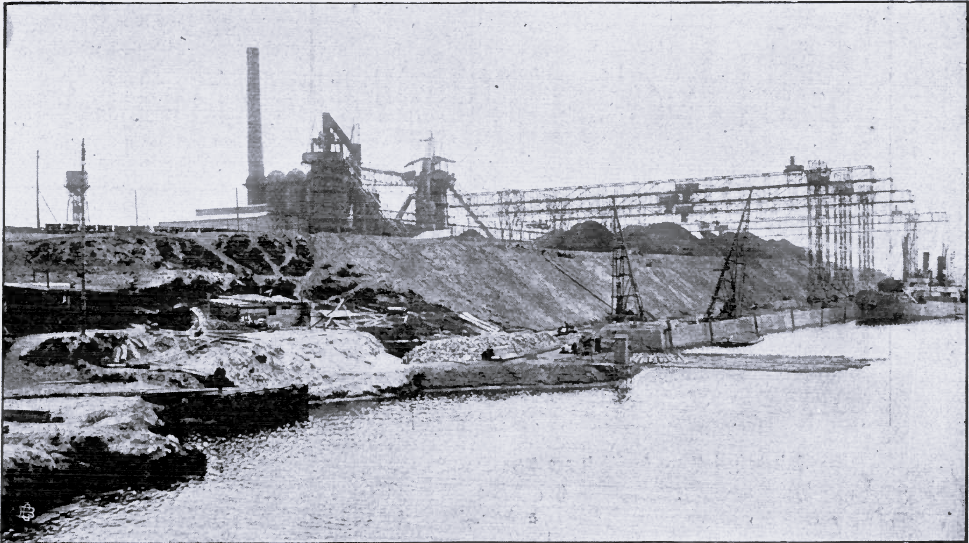
Traveseitige Ansicht des Hochofenwerks vor dem Ersten Weltkrieg

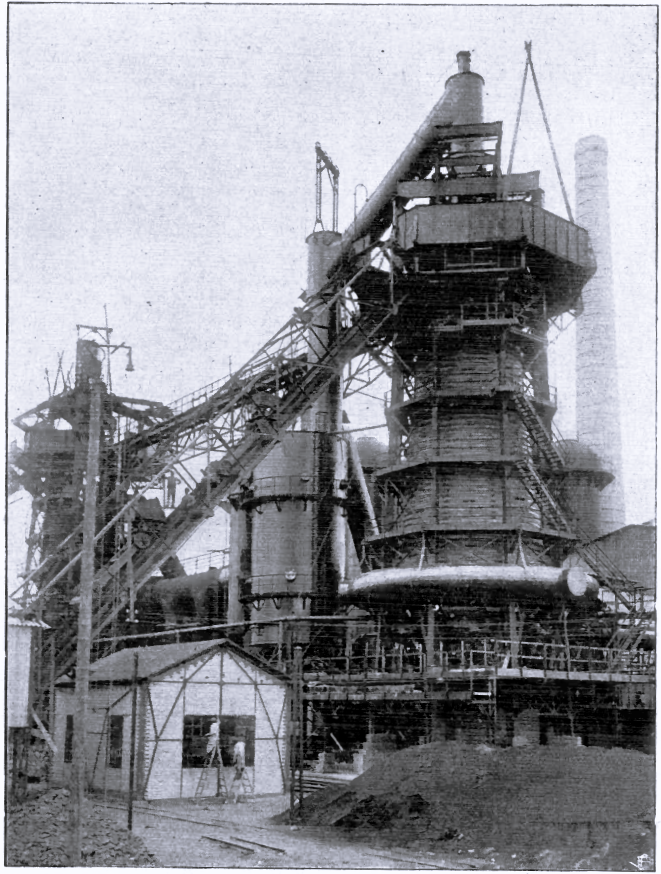
Hochöfen mit Schrägaufzug

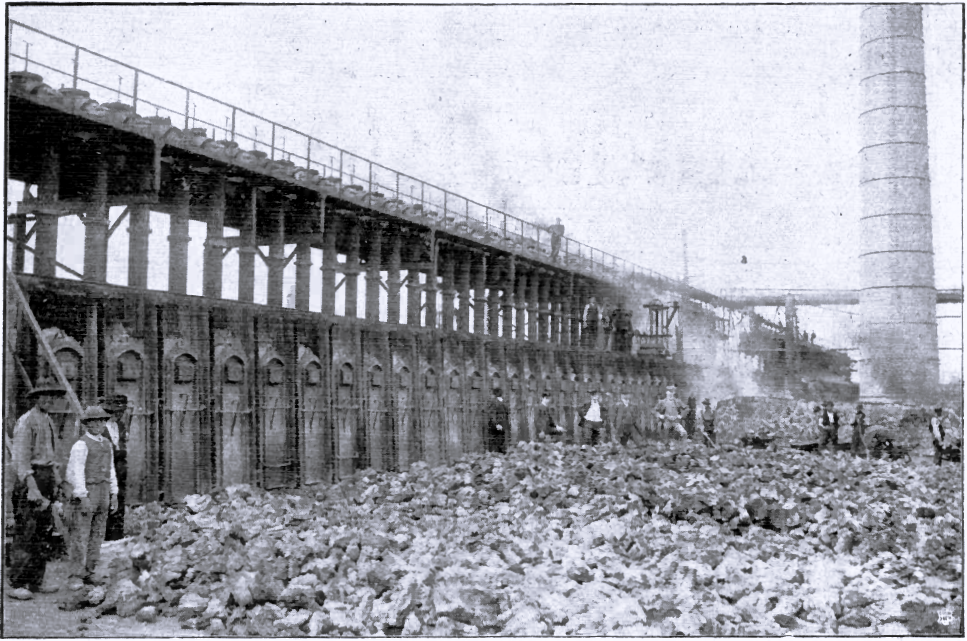
Ausstoßen eines Koksofens der Kokerei

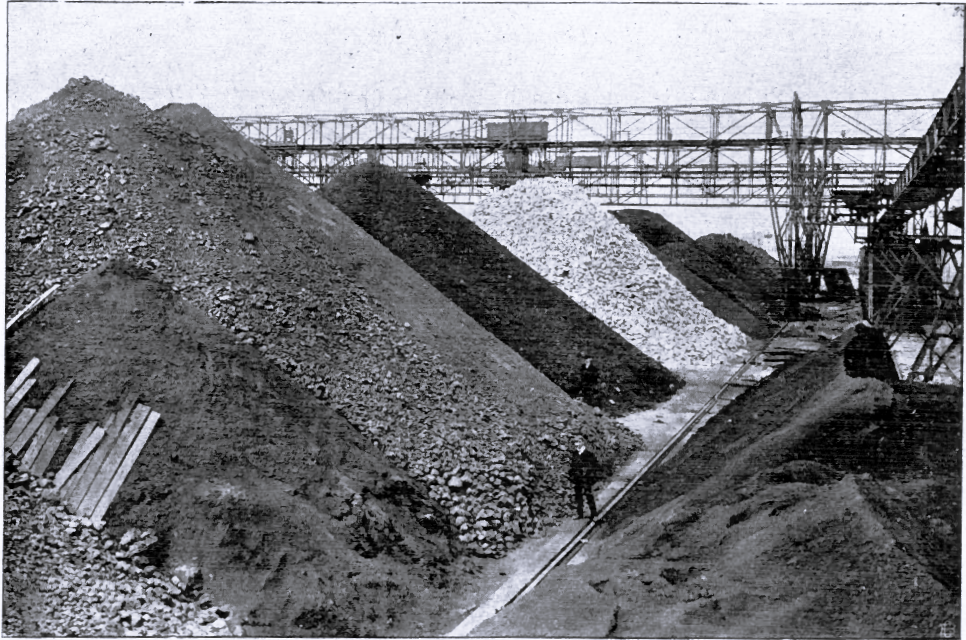
Erzmassen beim Hochofenwerk

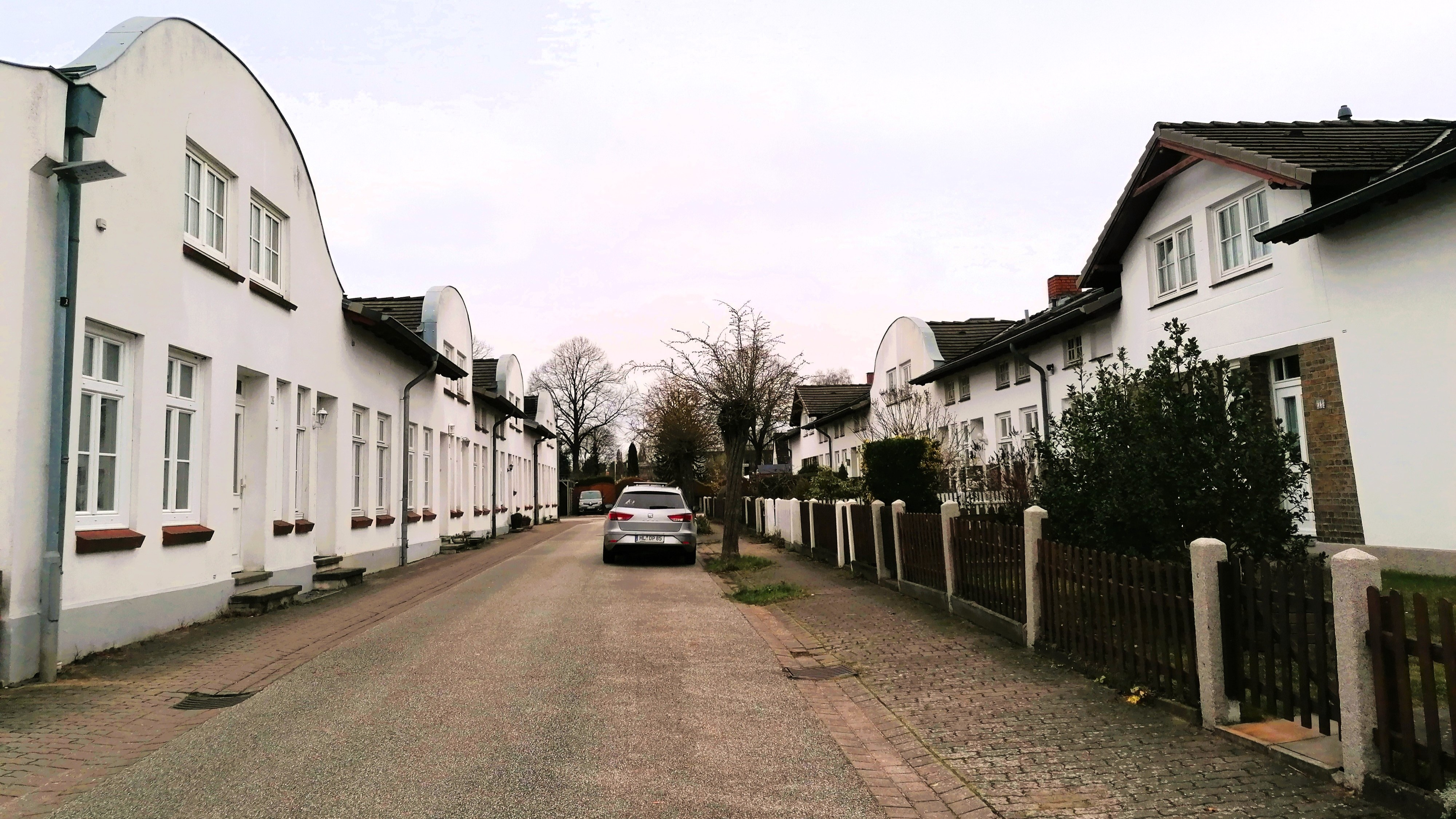
Denkmalgeschützte Gichterstraße

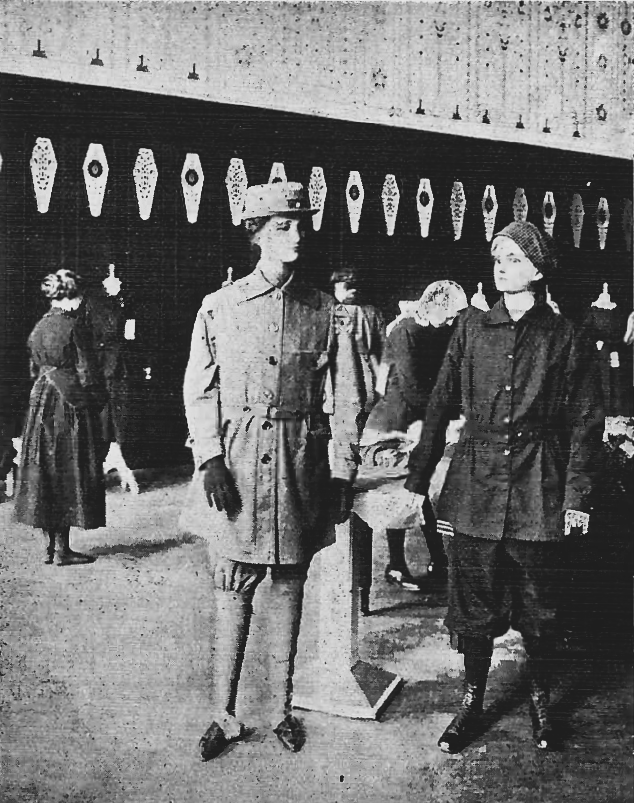
Berufskleidung für Straßenbahnschaffnerin und Schwerarbeiterin in der Ausstellung von Berufskleidern arbeitender Frauen (1917)

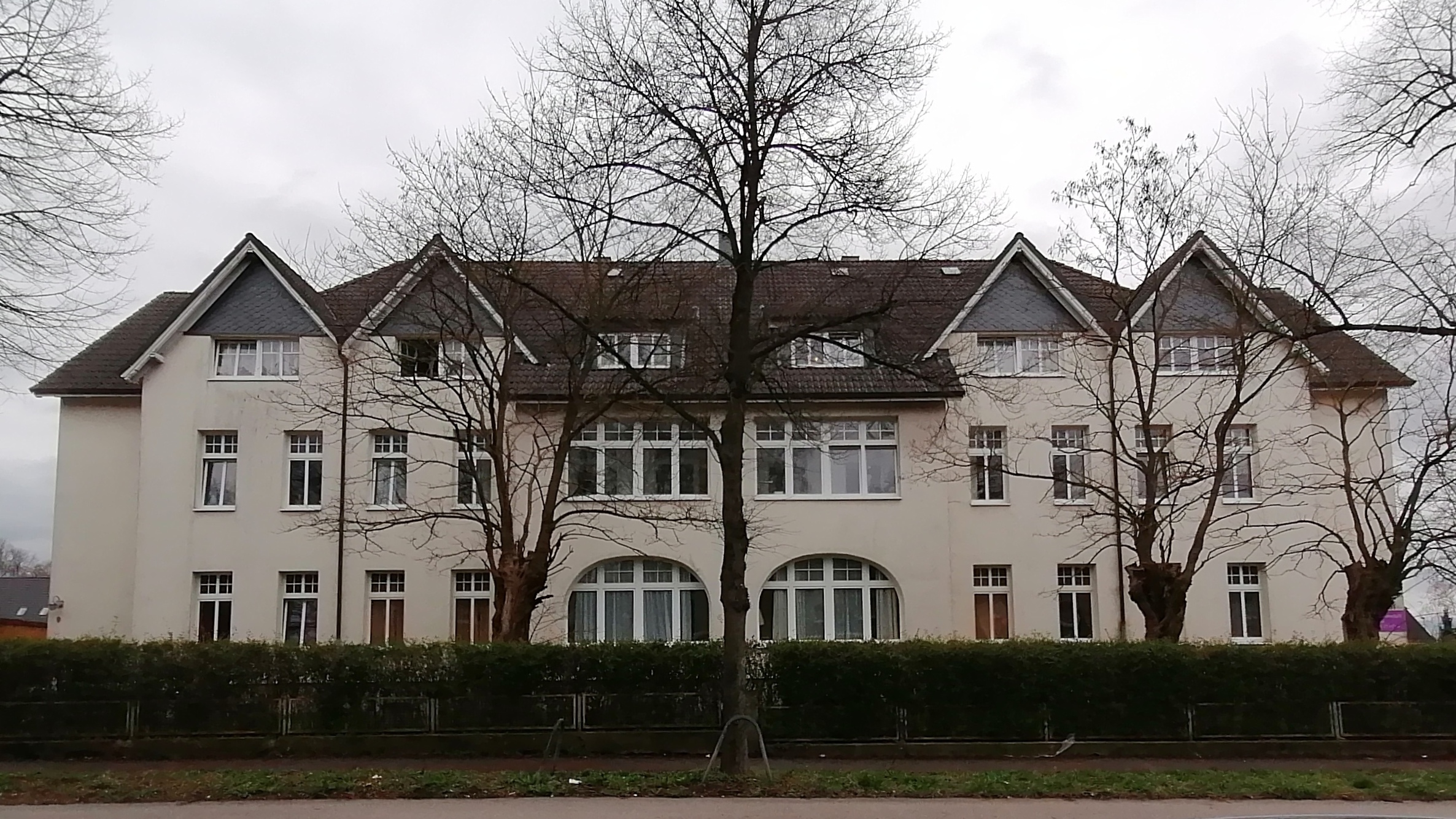
Beamtenwohnhaus a. D.

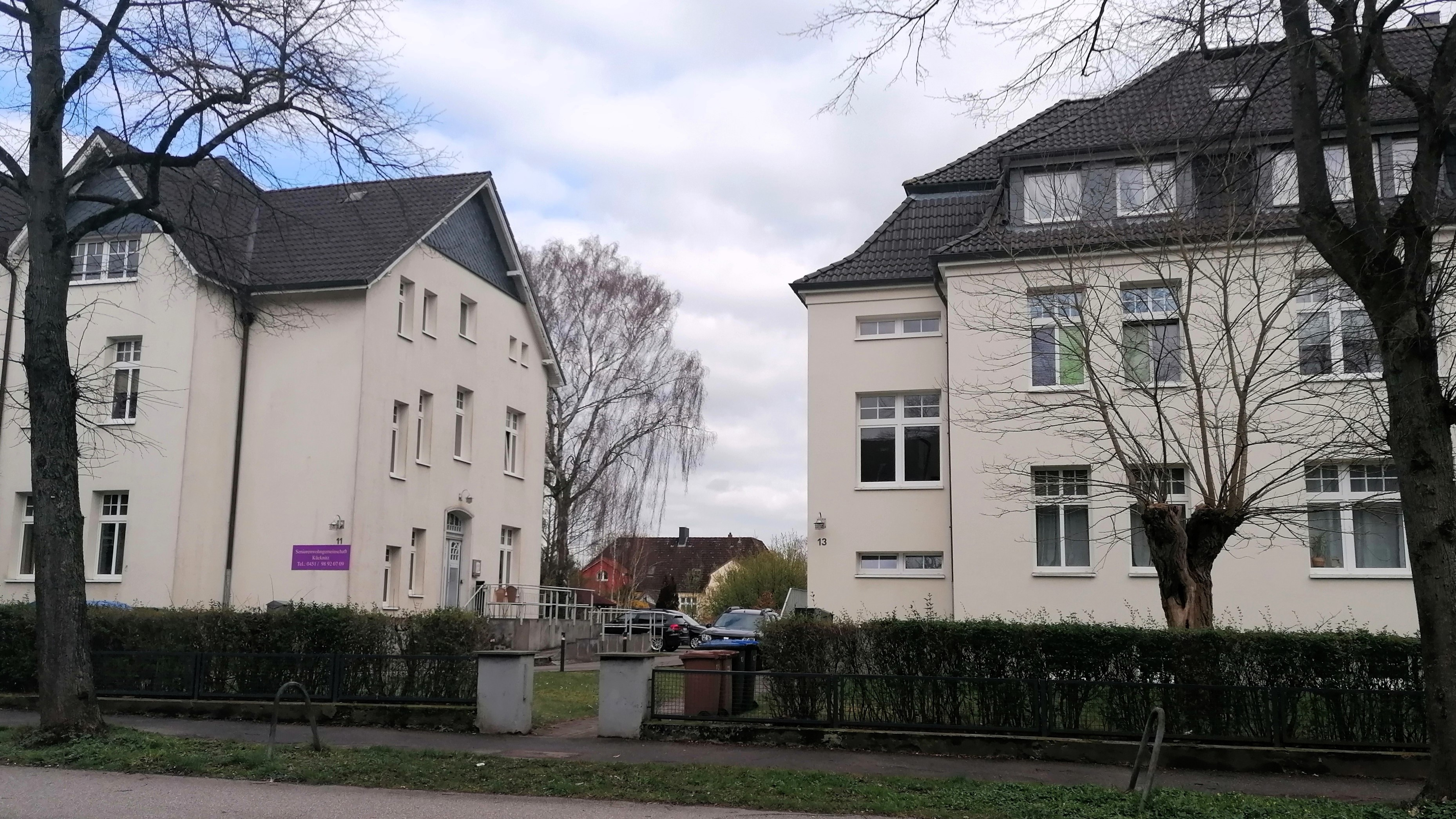
Blick zwischen zwei Beamtenwohnhäusern hindurch auf ein Wohnhaus einstiger rangniederer Kollegen.

Am 8. Mai 1906 wurde der Grundstein für den ersten Hochofen gelegt. Um Baumaterial in das noch unerschlossene Gelände an der Trave schaffen zu können, ließ der Lübecker Senat einen Bahnanschluss legen. Im August 1907 lief die Produktion mit zwei Hochöfen und zwei Koksofengruppen an. Das Hochofen-Journal verzeichnete als ersten Eintrag „Der Ofen wurde angesteckt am 7. August nachmittags 5.45 von Susi Neumark“, der Tochter Moritz Neumarks. Die Exklusivrechte als Schiffsmakler und Befrachter sicherte sich Friedrich Heinrich Bertling. Die 1907 eingerichtete Schiffsmakler-Abteilung mit Klarierungsstellen in Herrenwyk und Travemünde übernahm für das Hochofenwerk bis 1973 Organisation und Abfertigung des gesamten An- und Abtransports auf dem Wasserweg.
Das Werk produzierte Roheisen und Koks. Außerdem verwertete es Teer und Ammoniak als Nebenprodukte der Kokerei. Die anfallende Schlacke wurde zu Schlackensteinen, dem so genannten Hüttenstein, sowie zu Eisenportlandzement verarbeitet. Um 1909 wurde der dritte Hochofen in Betrieb genommen. Hergestellt wurden Qualitätseisen und Qualitäts-Stahleisen.
Für die Arbeiter des Hochofenwerks, das gut zehn Kilometer vom Zentrum der Lübecker Altstadtinsel entfernt lag, wurde ab 1906/1907 der erste Abschnitt einer Werkssiedlung in Herrenwyk gebaut. Drei Jahre später begann der Bau der Kolonie Kücknitz. Im Westen die Villa des Generaldirektors, in der Hochofenstraße die „Beamtenwohnhäuser“ (112 m²) für Direktoren und leitende Angestellte, dahinter Meisterhäuser (90 m²) und das Werkkaufhaus (heute Industriemuseum Geschichtswerkstatt Herrenwyk). Die Arbeiterkolonie bestand aus einstöckigen Reihenhäusern mit gleichem Grundriss, aufgelockert gestalteten Fassaden und einem Stück Garten. Mit 55 m² waren die Wohnungen für kinderreiche Familien sehr beengt. Sie besaßen keine Sanitären Einrichtungen, ein Schuppen mit Waschküche, Ställen und Plumpsklo im Garten. In den 50er Jahren wurden häufig in Eigenarbeit Toiletten und Duschkabinen eingebaut. Die Gichterstraße steht heute unter Denkmalschutz. Die Werkswohnungen waren, wie in jener Zeit üblich, hierarchisch und somit auch atrategisch gegliedert. Im Falle von Unruhen war die Kolonie von den Beamtenhäusern aus überschaubar. Die Wohnungen gehörten 1981 zur Konkursmasse.
Viele Straßennamen haben einen Bezug zum Hochofenwerk (z. B. Eisen-, Schmelzer-, Silber-, Sinter-, Kokerstraße).
Ein großer Teil der Hüttenarbeiter war aus Oberschlesien, dem Rheinland, Stettin und Galizien angeworben worden, weil es in Lübeck keine Fachkräfte gab. Der zweite und dritte Bauabschnitt wurde zwischen 1911 und 1920 verwirklicht.
Andere Beschäftigte kamen von der anderen Seite der Trave bis 1977 mit einer Fähre aus Schlutup. Aus Lübeck erreichten Arbeitnehmer das Werk entweder über die erste Herrenbrücke, deren Benutzung auch für Fußgänger bis 1918 fünf Pfennig kostete, oder mit dem Zug bis Waldhusen. Erst ab 1912 fuhr die Straßenbahn bis Kücknitz, ab 1924 bis zum Hochofenwerk.
Versorgt wurden die Beschäftigten über ein Kaufhaus, die Consum-Anstalt. Zum Angebot gehörten Lebensmittel, Haushaltswaren und Textilien. Ein schwarzes Brett am Ausgang informierte die Koloniebewohner über Bekanntmachungen und über Verkaufsangebote und -gesuche der Bewohner. Es gab außerdem eine Schlachterei und eine Bäckerei. Sie gehörte zum Werk; der Bäckermeister musste eine Brotsorte preiswert anbieten.
Am 16. Januar 1912 kaufte das Unternehmen die Eisenhütte Hochdahl. Der Standort in Hochdahl wurde stillgelegt und die Roheisenquote von 3,72 Prozent nach Lübeck übertragen.

### 1914 bis 1918
Bei Beginn des Ersten Weltkriegs hatte das Hochofenwerk 944 Beschäftigte. Die Zahl nahm während des Krieges ab, stieg aber 1917/18 auf 1439. Während der Kriegsjahre übernahmen Frauen Arbeiten, die bisher von Männern ausgeübt wurden. Eine Frau aus einer Arbeiterfamilie des Jahrgangs 1898 schilderte: „Ich musste auch auf dem Werk arbeiten: Da mussten wir Kokswagen rausschaufeln, dann war ich in der Zementfabrik, dann war ich im Zementsilo, dann war ich im Zementlabor. Überall wurde man hingeschickt und musste arbeiten. Ich war auf dem Werk von 1914 bis Oktober 1918.“

### 1919 bis 1932

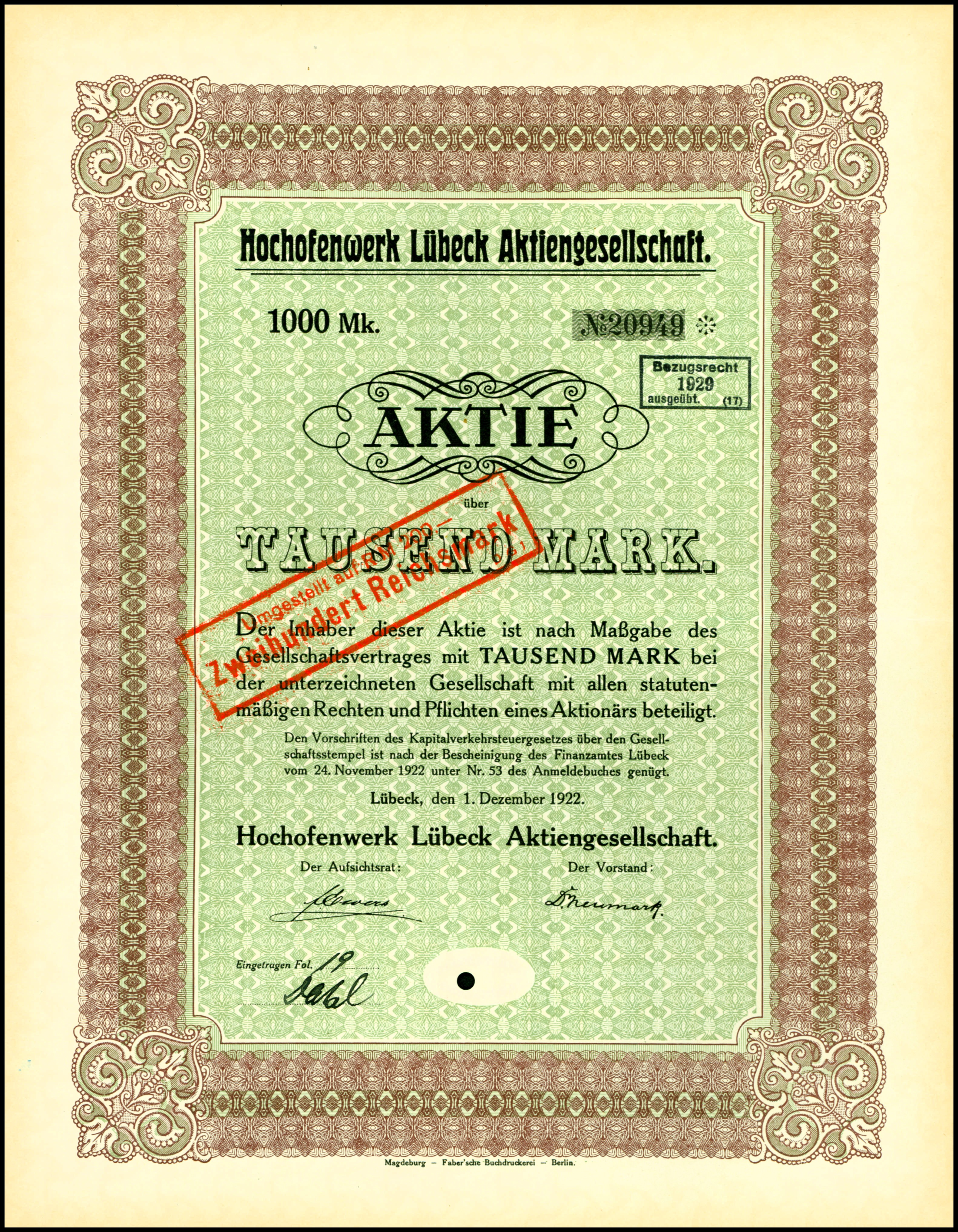
Aktie über 1000 Mark der Hochofenwerk Lübeck AG vom 1. Dezember 1922

In den Nachkriegsjahren wurde das Hochofenwerk zu einem wichtigen Faktor der Streikbewegungen. Die Arbeiter beteiligten sich neben Lohnstreiks im März 1920 am Generalstreik zur Niederschlagung des Kapp-Putsches sowie 1922 am Streik nach der Ermordung des Außenministers Walther Rathenau. Ein Arbeiter, geboren 1902, berichtete: „Wenn gestreikt wurde, dann wurde auf dem ganzen Werk gestreikt, nur die Kokerei streikte nicht mit – die war ausgenommen, wegen der Gaslieferungen und der Schäden, die an den Öfen entstehen, wenn sie kalt geworden sind. Da wurde dann für gewöhnlich eine Bewilligung für den Notdienst gegeben.“ Der längste Streik richtete sich gegen die Aufhebung des 1923 durchgesetzten Achtstundentages. Den fünf Wochen dauernden Streik im März und April 1924 bezeichneten die Arbeiter als ihren „großen Streik“. Er scheiterte durch Streikbrecher, die zum Teil per Bahn aus dem Ruhrgebiet ins Werk gebracht wurden.
1927 hatte das Werk eine Gesamtbelegschaft von 1354 Mitarbeitern, darunter waren nur 34 Frauen. Sie stellten zumeist Papiersäcke zur Verpackung des Hochofenzements her. 1930 traf die Weltwirtschaftskrise auch das Werk. Massenentlassungen wurden zum 1. April 1932 ausgesprochen; nur 300 bis 400 Arbeiter blieben.

### 1933 bis 1945
Als die Lübecker Arbeiterschaft am 3. Februar 1933 mit einem einstündigen Generalstreik gegen die Verhaftung des Reichstagsabgeordneten, Lübecker SPD-Vorsitzenden und Chefredakteurs des Lübecker Volksboten Julius Leber protestierte, beteiligten sich auch die Arbeiter des Hochofenwerks. Im Lübecker Senat forderten die Nationalsozialisten 1933, die Leitung des Werks zu arisieren. Generaldirektor Moritz Neumark, der wegen seiner jüdischen Herkunft ins Visier der Nationalsozialisten geraten war, schied mit Ablauf des Geschäftsjahres 1933/34 aus. Unterdessen besserte sich die wirtschaftliche Lage des Hochofenwerks. Von Januar 1933 bis August 1933 stieg die Zahl der Arbeiter von 636 auf 928.
Staatliche Subventionen, mit der die Rüstungsindustrie gefördert wurde, ließen auch das Hochofenwerk prosperieren. Es stellte ab 1936/37 vornehmlich Stahleisen für die Rüstungsindustrie her. 1937 wurde der Großindustrielle Peter Klöckner Aufsichtsratsvorsitzender; die Anteile der jüdischen Gesellschafter gingen nach und nach in den Besitz von Friedrich Flick über. 1934 waren noch etwa 70 % der Aktien im Besitz von jüdischen Banken und Firmen.
Die Zahl der Beschäftigten wuchs kontinuierlich von 1252 im Jahr 1934 auf 1835 im Jahr 1938. Zu ihnen gehörten seit Ende 1938 oder Anfang 1939 auch Zwangsarbeiter.
Die ersten Zwangsarbeiter im Hochofenwerk kamen aus Tschechien und Polen. 1941 arbeiteten im Hochofenwerk 140 französische Kriegsgefangene, 125 zivile Sowjetbürger, 70 sowjetische Kriegsgefangene und 150 Zwangsarbeiter anderer Staatsangehörigkeit. Für die Zwangsarbeiter wurden bis 1942 sechs Lager auf dem Werksgelände eingerichtet, in denen sie nach Staatsangehörigkeit und Status untergebracht waren. Weitere Lager befanden sich außerhalb des Werksgeländes. Ab 1943 kamen italienische Soldaten und deportierte Zivilisten sowie niederländische Zwangsarbeiter hinzu. Viele der Zwangsarbeiter kamen zu Tode. So wurden nach Kriegsende 462 sowjetische Kriegsgefangene und Zivilisten, die auf dem Vorwerker Friedhof beigesetzt wurden, auf Ersuchen der sowjetischen Militärregierung umgebettet. Nicht alle waren jedoch beigesetzt worden. Leichen von sowjetischen Kriegsgefangenen gingen auch an das Kieler Anatomische Institut.
Während des Zweiten Weltkriegs wurde die Stadt Lübeck nach dem Flächenbombardement auf die Altstadt am Palmsonntag 1942 weitgehend von Angriffen verschont; das kriegswichtige Hochofenwerk zehn Kilometer vom Stadtzentrum entfernt wurde jedoch 1942 gezielt von fünf Flugzeugen der alliierten Luftstreitkräfte im Tiefflug bombardiert. Der Angriff richtete schwere Schäden an. Sechs Beschäftigte wurden verletzt, außerdem Besatzungsmitglieder auf zwei im Hafen liegenden Schiffen. Die Kupferhütte und die Zementmühlen mussten die Produktion einstellen, die Teerdestillationsanlage war völlig zerstört. Im April 1945 beschäftigte das Werk 1443 Arbeiter. Bei Kriegsende wurde Herrenwyk durch britische und kanadische Truppen besetzt.

### 1945 bis 1955
Am 22. Mai 1945 wurden die Hochöfen stillgelegt; andere Produktionszweige bis auf die zerstörte Teerdestillation arbeiteten weiter. Sechs Tage später erlaubte die Lübecker Industrie- und Handelskammer unter Einwilligung der britischen Militärregierung die Produktion von Gas, Roheisen und Zement. Weil Kohle fehlte, musste die Kokerei am 23. Mai 1945 stillgelegt werden. Im Mai 1946 beschäftigte das Werk 897 Arbeiter und 185 Angestellte. 22 Angestellte wurden bis Ende Juni 1946 nach Entnazifizierungsverfahren entlassen; Vorstandsmitglieder blieben in ihren Positionen.
Am 12. September 1946 ging der erste Hochofen wieder in Betrieb. Von Demontage war das Werk nicht betroffen, nachdem Lübecks Bürgermeister Otto Passarge (SPD) öffentlich erklärt hatte, das Werk sei kein Rüstungsbetrieb gewesen und dieses durch offizielle Stellungnahmen aus Schweden bestätigt wurde. Erz wurde aus Schweden geliefert; von 8000 Tonnen Roheisen im Monat wurde der größte Teil nach Schweden exportiert. Der zweite Hochofen wurde im November 1948 angeblasen. In den Nachkriegsjahren erhielt das Werk Mittel aus dem Marshallplan und Fördermittel wegen seiner Lage im Zonenrandgebiet unmittelbar an der Grenze zur DDR. Das Werk wurde erweitert und modernisiert; die Produktion von Roheisen stieg von etwa 200.000 Tonnen im Jahr 1950 auf etwa 250.000 Tonnen im Jahr 1955. 1954 beschloss die Aktionärs-Hauptversammlung die Umbenennung des Unternehmens in Metallhüttenwerke Lübeck AG.

### 1956 bis 1964
Der Unternehmer Friedrich Flick hatte bereits 1937 mit Hilfe der Lübecker Firma Possehl & Co mbH über seine Mitteldeutschen Stahlwerke Aktien des Unternehmens aus dem Besitz der Rawack & Grünfeld AG gekauft und anschließend weitere Anteile wie die der Hahnschen Werke AG übernommen. 1958 ließ er die Aktiengesellschaft Metallhüttenwerke Lübeck in eine Gesellschaft mit beschränkter Haftung umwandeln, um mit dieser Gesellschaftsform die Veröffentlichungsvorschriften einer Aktiengesellschaft zu umgehen. 1957 betrug die Roheisenproduktion erstmals mehr als 300.000 Tonnen. Mehr Arbeitskräfte wurden benötigt, standen jedoch im Inland nicht zur Verfügung. Im Geschäftsbericht 1958/59 hieß es, dass 45 ausländische Arbeitnehmer, hauptsächlich Spanier, die Arbeit aufgenommen hätten. 1962 wurden 161 Gastarbeiter beschäftigt. Für sie wurden Wohnheime errichtet; das erste entstand auf den Fundamenten eines früheren Gefangenenlagers. 1964 kamen die ersten türkischen Arbeitnehmer ins Metallhüttenwerk. 1956/57 beteiligten sich auch die Arbeiter des Metallhüttenwerks ab 30. Oktober 1956 am Streik um die Lohnfortzahlung im Krankheitsfall, der von den in der IG Metall organisierten Arbeitern in Schleswig-Holstein ausging.

### 1965 bis 1974

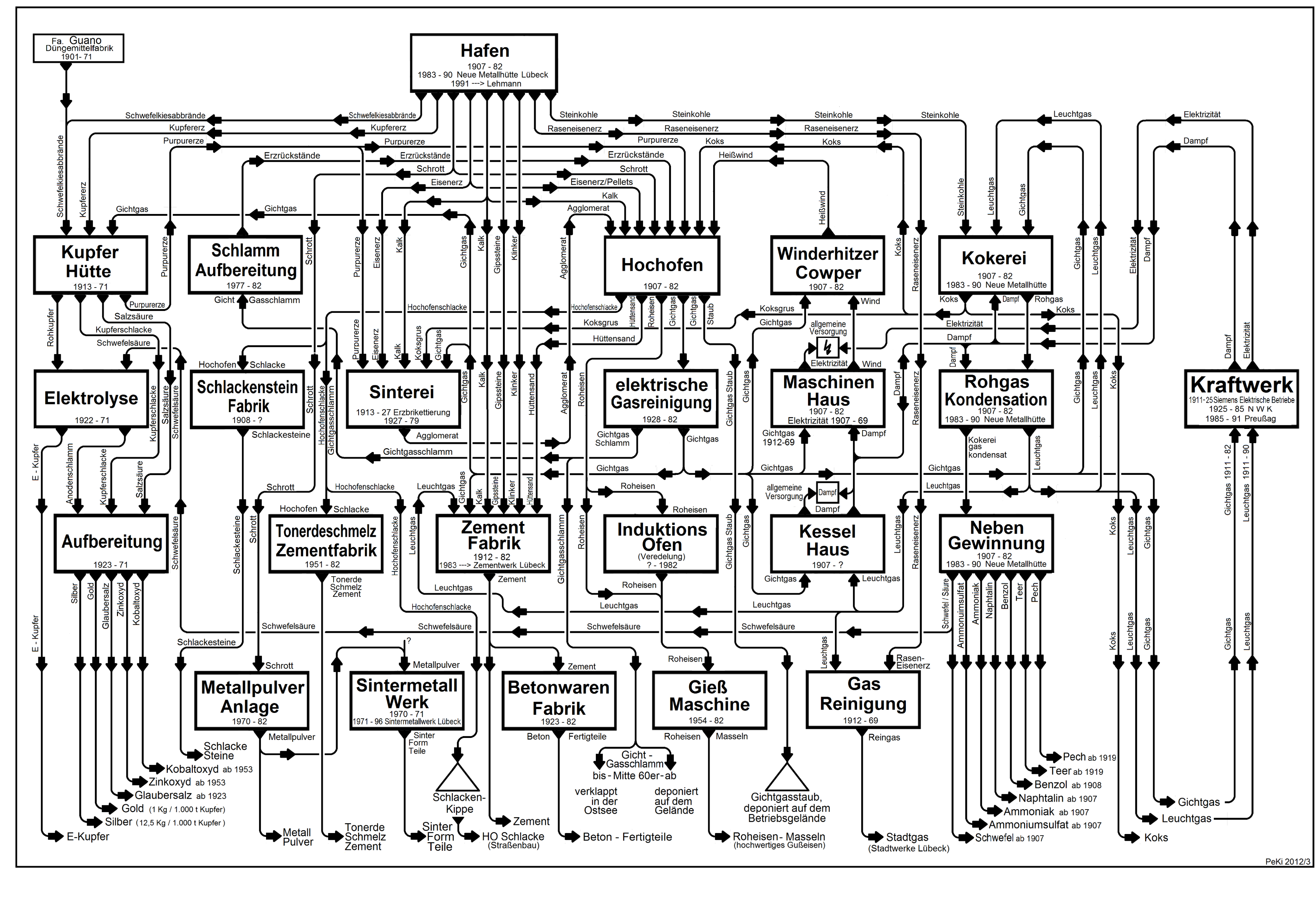
Hochofenwerk Lübeck Produktionsablauf

1965 war der wirtschaftliche Zenit des Unternehmens überschritten, nachdem es nicht mehr in das Flicksche Portefeuille passte und die Roheisenherstellung zunehmend in die Rohstoffländer verlagert wurde. Die Metallhüttenwerke wurden in HGI – Hessische Gesellschaft für industrielle Unternehmungen Friedrich Flick GmbH umfirmiert; der Firmensitz wurde nach Wetzlar verlegt. Im selben Zug übernahm die Leipziger Werkzeug- und Gerätefabrik GmbH das Vermögen der ehemaligen Metallhüttenwerke, verlegte ihren Firmensitz von Düsseldorf nach Lübeck und übernahm den Namen Metallhüttenwerke GmbH. Ausgenommen waren nur Aktien der Buderus’schen Eisenwerke Wetzlar AG, die der Metallhütte gehört hatten. Die Metallhüttenwerke und die Buderus’schen Eisenwerke fusionierten. Eine Tochter der Buderus’schen Eisenwerke, die Buderusstahl GmbH mit Sitz ebenfalls in Wetzlar, übernahm die Lübecker Belegschaft und das Produktionsprogramm. Hintergrund der Aktionen war es, die Werte der Metallhütte, die in der Bilanz versteckten Gewinne, so genannte stille Reserven, steuerfrei auf die HGI- und Buderus-Bilanzen transferieren zu können. Folge der Aktionen war auch, dass die Produktionsanlagen nun von den Buderus’schen Eisenwerken gepachtet werden und Gewinne an diese abgeführt werden mussten. Das Werk hatte keine Mittel mehr für Investitionen oder Umstrukturierungen.
1968 hatte das Unternehmen mit 2311 Arbeitnehmern die höchste Beschäftigtenzahl in seiner Geschichte. 1969 geriet das Unternehmen in Schieflage, als die Stadt Lübeck den Gaslieferungsvertrag kündigte, weil die Gasversorgung der Stadt auf Erdgas umgestellt werden sollte. Mit einem neuen Produktionszweig zur Metallpulverproduktion und dessen Weiterverarbeitung wollte man einen Ausgleich schaffen, doch wurde die Produktion 1971 in eigener Regie aufgegeben und nach sechs Jahren der Verpachtung verkauft. 1971 wurde auch die Kupferhütte geschlossen. Das Unternehmen hatte noch 1.554 Beschäftigte. 1974 erzeugte es mit knapp 470.000 Tonnen die höchste Menge an Roheisen seit der Gründung. „Dies schien für den Flick-Konzern der richtige Zeitpunkt zu sein, sich von den Metallhüttenwerken Lübeck GmbH zu trennen.“

### 1975 bis 1981
1975 kaufte die US-Steel Corporation über ihre niederländischen und französischen Beteiligungsgesellschaften das Werk. Im selben Jahr wurden nur noch 280.000 Tonnen Roheisen hergestellt, außerdem sanken weltweit die Preise für Roheisen. 1977 wurde die Insolvenz noch durch Unterstützungsmaßnahmen des Landes Schleswig-Holstein in Form von Stillen Beteiligungen und Eingliederungsbeihilfen des Landesarbeitsamtes abgewendet. Als der Verlustvortrag in der Bilanz 1978 auf 49,4 Millionen Mark stieg und die Stilllegung samt Sozialplankosten und Sanierungskosten infolge der jahrzehntelangen Umweltverschmutzung drohten, verkaufte US Steel 75,23 Prozent des Grundkapitals in Höhe von 33,1 Millionen Mark für zwei Mark an einen Wuppertaler Rechtsanwalt. Zwischen 1979 und 1981 wurden noch einmal zehn Millionen Mark in den Nichteisenbereich investiert, eine Schweizer Unternehmensberatung wurde eingeschaltet, die eine Neustrukturierung der Unternehmensleitung vorschlug. 1979 gaben Koksgeschäfte mit der DDR Hoffnung, doch fand sich kein Interessent für das Unternehmen. Mitte 1981 betrugen die Verluste 7,7 Millionen Mark. Am 18. August 1981 meldete das Unternehmen Insolvenz an. Die Wohnkolonie wurde zunächst an einen Hamburger Kaufmann verkauft und ging später an den Lübecker Bauverein über. Er ließ die Häuser instand setzen und verkaufte sie an die Mieter und auswärtige Käufer.

### Nach 1982

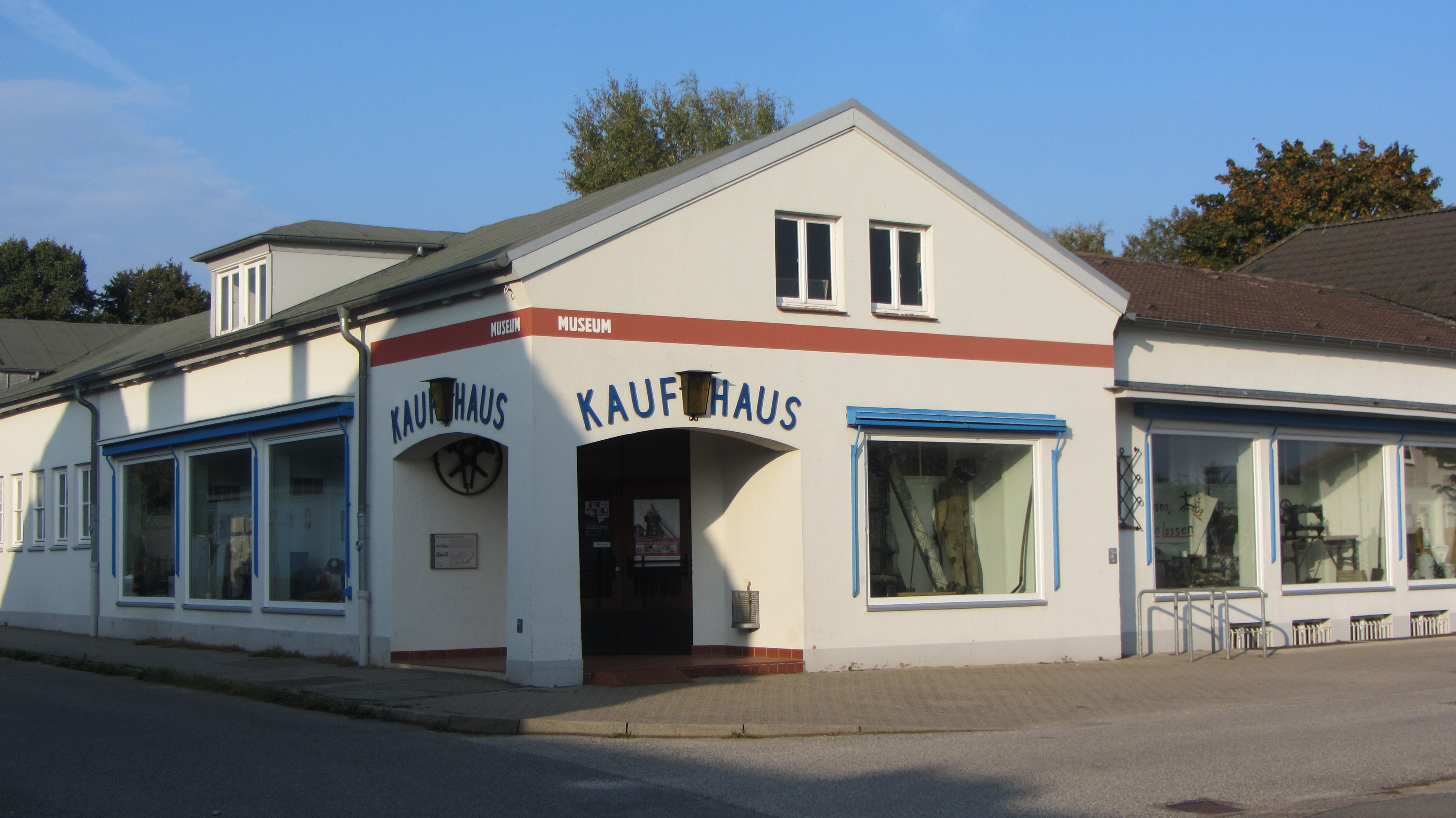
Das ehemalige Kaufhaus an der Kreuzung Bäckereistraße/Kokerstraße, jetzt Industriemuseum Geschichtswerkstatt Herrenwyk

1992 wurde das Werk abgerissen. Für 70 Millionen Euro sanierten die Stadt Lübeck und das Land Schleswig-Holstein anschließend den durch die Industrieanlagen entstandenen Umweltschaden. Das Gelände wurde von der am 20. April 1982 gegründeten Neue Metallhüttenwerke Lübeck GmbH verwaltet. Sie wurde 1991 aufgelöst.
1994 wurde die Grundstücksgesellschaft Metallhüttenwerke gegründet, deren Aufgabe die Vermarktung der Industriebrache war. Im März 2007 waren 78 Prozent des 81 Hektar großen Gewerbegebiets vermarktet. Die Grundstücksgesellschaft hatte zu diesem Zeitpunkt durch Verkauf von Gewerbeflächen 15,8 Millionen Euro erlöst.
Im ehemaligen Kaufhaus der Werkskolonie erinnert das Industriemuseum Geschichtswerkstatt Herrenwyk an die Geschichte des Hochofenwerks, an die dort arbeitenden Menschen und das Leben in der Werkskolonie.

### 2009

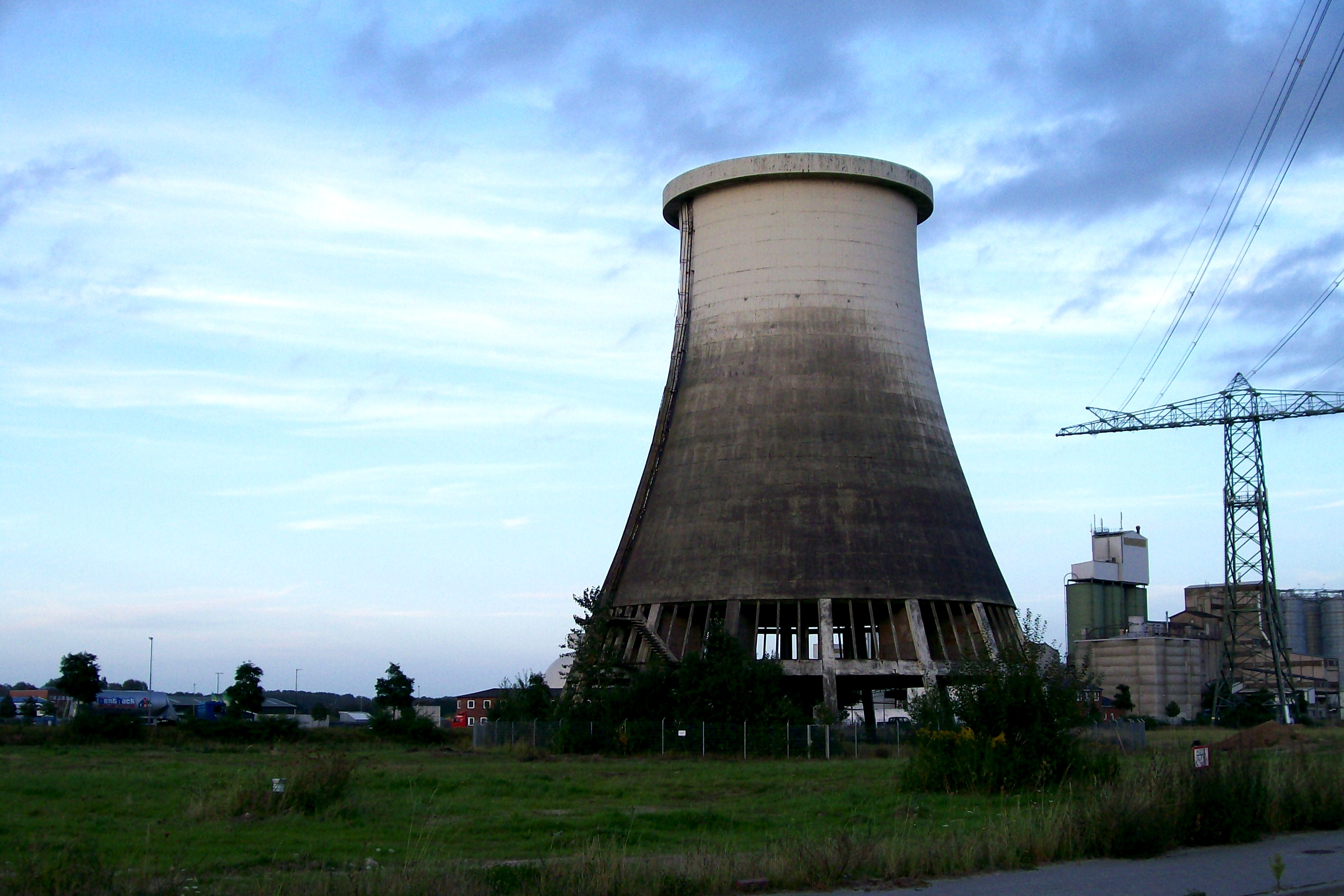
Der ehemalige von Brachland umgebene Kühlturm (2007)

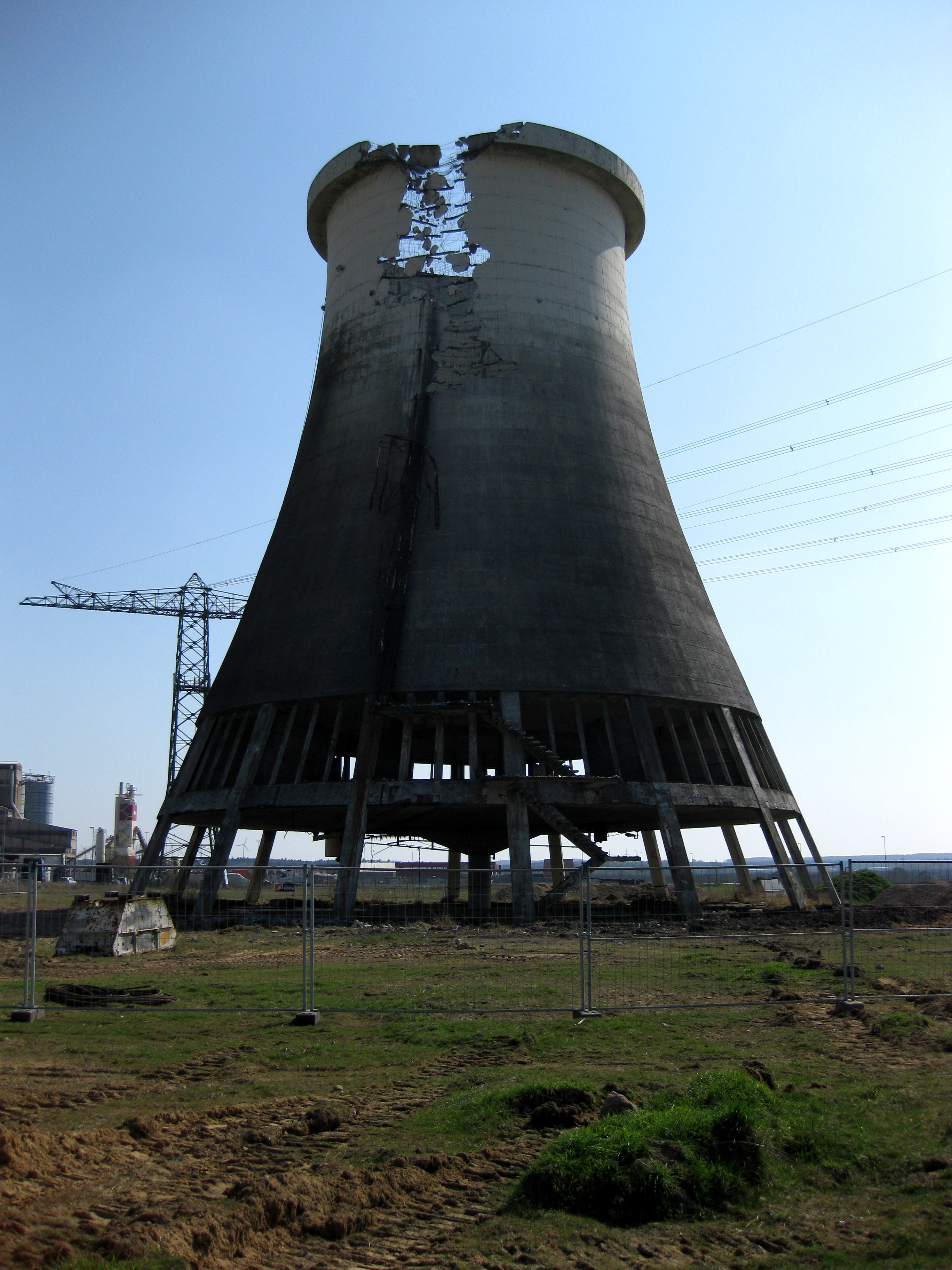
Abbruch (2009)

Im Jahr 2009 wurde mit dem 1978 errichteten 42 Meter hohen ehemaligen Kühlturm der letzte verbliebene Rest der Produktionsanlagen abgerissen. Das zwei Hektar große Gelände, auf dem der Kühlturm stand, hatte der Lübecker Hafenbetreiber Hans Lehmann KG bereits 2003 gekauft. Die Fläche soll zur Hafenerweiterung genutzt werden und als Park- und Rangierfläche für Trailer dienen. Der Kühlturm hatte 25.000 m³ umbauten Raum und war 120 Tonnen schwer. Die Abbruchreste wurden zerkleinert und auf der Fläche zur Bodenverfestigung eingebracht.